# Hledání Aljašky
Hledání Aljašky (v originále Looking for Alaska) je první román amerického autora Johna Greena. Vyšla v březnu 2005 a v ČR ji v roce 2013 vydal Knižní klub. Knihu do češtiny přeložila Veronika Volhejnová. Knihu, řadící se do žánru literatury pro dospívající, zařadila Americká knihovnická asociace mezi deset nejlepších knih pro dospívající. V roce 2019 byl podle knihy natočen seriál. Část rodičů knihu oceňovala, konzervativní rodičovské organizace si však vymohly stažení knihy z některých knihoven středních škol. Podle nich dílo, které syrově líčí život dospívajících, je „nechutné a pornografické“.

## Děj
Román se zabývá podstatou života a smrti, hledá odpovědi na důležité otázky. Kniha se člení na dvě části – Předtím a Potom. Hlavní postavou je zvláštní, nesmělý chlapec Miles Halter, jehož zálibou je hledání posledních slov slavných osob. Odejde z Floridy a od svých rodičů studovat internátní střední školu Culver Creek v Alabamě. Jeho cílem je hledat odpovědi na „velké Možná“. V internátní škole se zamiluje do své spolužačky se zvláštním jménem Aljaška Youngová, která skrývá tajemství, které jí změnilo život.